# Loma Vista Recordings
Loma Vista Recordings é uma gravadora independente fundada por Tom Whalley, ex-presidente e CEO da Warner Bros. Records e Executivo de A&R na Interscope Records. A gravadora foi inicialmente um empreendimento conjunto com a Republic Records e está sediada em Beverly Hills e Brooklyn.
Em julho de 2014, a gravadora anunciou que havia mudado de parceiros estratégicos e agora fazia parte do Concord Music Group.
Loma vista é uma frase em espanhol que se traduz aproximadamente em vista da colina em português.
Em fevereiro de 2021, a gravadora removeu o músico de rock Marilyn Manson de sua distribuição de catálogo por alegações de abuso.

## Seleção do selo

### Artistas atuais
- Action Bronson
- Andrew Bird
- Common
- DJDS
- Ghost
- Health
- Iggy Pop
- Korn
- Denzel Curry
- Local Natives
- Manchester Orchestra
- Margo Price
- Miloe
- Overcoats
- The Revivalists
- Rhye
- Rise Against
- Robert Glasper
- Show Me the Body
- Skegss
- Soccer Mommy
- St. Vincent
- Sylvan Esso

### Ex-artistas
- Alice Glass
- Cut Copy
- Damian Marley
- Injury Reserve
- Little Dragon
- Marilyn Manson[5][6]
- Soundgarden
- Spoon

## Prêmios
Em 2013, a gravadora recebeu sua primeira indicação ao Grammy pela trilha sonora de Django Unchained lançada em dezembro de 2012.
Em 2014, a gravadora recebeu duas indicações ao Grammy pelo álbum autointitulado de St. Vincent (Melhor Álbum de Música Alternativa) e Nabuma Rubberband de Little Dragon (Melhor Dance / Álbum Eletrônico).
St. Vincent ganhou o Grammy por seu álbum autointitulado em 8 de fevereiro de 2015. Ela foi a primeira artista solo feminina a ganhar a categoria de Melhor Álbum de Música Alternativa desde Sinéad O'Connor em 1991.
Ghost ganhou um Grammy de Melhor Performance de Metal por sua música 'Cirice' em 2016.
Sylvan Esso foi indicado ao Grammy de Melhor Álbum Dance em 2017.
No 61º Grammy Awards, Masseduction de St. Vincent ganhou o prêmio de Melhor Pacote de Gravação e Melhor Canção de Rock por sua faixa-título e também foi indicado para Melhor Álbum de Música Alternativa.